# Vida marina en los polos
El estudio de la vida marina en el Océano Ártico y en el Océano Antártico está identificando un gran número de especies idénticas que viven en las aguas glaciales del Polo Norte y del Polo Sur. Este es un fenómeno fascinante respecto al cual los científicos todavía no cuentan con una explicación definitiva. Los investigadores están intentando entender como los organismos vivos especializados para la vida en aguas heladas pueden atravesar las aguas calientes y temperadas para llegar al otro extremo del globo.

## Especies
- Clione limacina

Una de las criaturas que vive tanto en el Ártico como en el Antártico es este caracol sin caparazón  , de un cm de longitud. Su forma se asemeja a un ángel, pero escondido al interior de su boca tiene seis minúsculos brazos y una lengua que se asemeja a una motosierra. Este aparato es utilizado por la C. limacina para abrir la caparazón de otros caracoles y devorarlos. 
- Diphyes dispar

Los científicos se cuestionan sobre si Diphyes dispar es un organismo vivo singular o es una colonia de formas de vida unicelulares especializadas al servicio de una comunidad. La estructura es similar a una capucha, está equipada de largos tentáculos que sirven para capturar otro tipo de plancton. Una vez pescado el plancton, el D. dispar retrae los tentáculos y escapa.
- Mimonectes sphaericus

El macho de Mimonectes sphaericus, crustáceo cazador de medusas, en los dos polos de la Tierra, tiene antenas similares a los cuernos de un toro. Algunos investigadores opinan que organismos de este tipo podrían haber migrado a través de los océanos hace unos 18 mil años, en ocasión de la última era glaciar. Una prueba de esta teoría podría encontrarse en las variaciones genéticas entre las especies que viven en los dos hemisferios opuestos.
- Limacina helicina

Un extraño organismo que vive en ambos polos, puede expeler, afuera de su caparazón, una especie de telaraña mucosa. Una vez que ha capturado bastantes algas la Limacina helicina digiere la mucosa conjuntamente con las algas capturadas.
- Gaetanus brevispinus

Esta es una especie cosmopolita, se encuentra a poca profundidad en ambos polos. En la vecindad del ecuador, se encuentra en profundidades de 3000 m (tres mil metros). Especies como estas pueden servir para probar otra teoría, para explicar la presencia simultánea de las mismas especies en los dos polos, según la cual estas especies viajan entre los polos sirviéndose de la corriente conocida como circulación termohalina. A lo largo de esta corriente la temperatura no supera los 4 °C.
- Heterokrohnia involucrum

El Heterokrohnia involucrum es un gusano en forma de flecha, vive en cualquier parte de los océanos, incluso en los polos. Por lo tanto este sería el caso de un ser vivo cosmopolita más que un ser vivo “bi-polar”. Los científicos consideran que la mayor parte de las especies que en los dos polos se encuentran también en otras latitudes, aun cuando no han sido localizadas todavía.
Este gusano utiliza una especie de anzuelos para capturar sus presas, que después traga rápidamente. El gusano es transparente, por lo tanto, con la ayuda de un microscopio se pueden observar las presas mientras que son digeridas.